# Cortal Consors公司
Cortal Consors S.A.公司，欧洲第二大的网上证券公司，主营个人投资和在线交易。

## 历史
由法国的Cortal公司和德国的Consors公司合并而成，2003年启用现在的名称。是法国巴黎银行的子公司。
2004年公司在法国、德国、西班牙、比利时、卢森堡、意大利六国拥有110万客户。

## 分支机构
公司在德国的分部位於巴伐利亚州纽伦堡市主火车站旁。